# Classical crossover
Classical crossover eller operapop eller popera, är en musikgenre där melodierna är en blandning av popmusik och opera. Il Divo eller Malena Ernmans La Voix är ett känt exempel. Den låten vann Melodifestivalen 2009.
Internationellt är Sarah Brightman, världens bäst säljande sopran någonsin, framgångsrik inom genren.
Italienske poptenoren, Andrea Bocelli, som blivit den bäst säljande sångaren inom den klassiska musiken, räknas ibland som operapopkung.

### Fotnoter
1. ↑  ”Operation Bocelli: the making of a superstar”. Melbourne: The Age. 26 februari 2003. http://www.theage.com.au/articles/2003/02/25/1046064026608.html.
2. ↑  ”Andrea Bocelli in Abu Dhabi”. 2 mars 2009. http://www.timeoutdubai.com/art/features/6754-andrea-bocelli-in-abu-dhabi.
3. ↑  ”REVIEW: Classical music star Andrea Bocelli at Liverpool arena”. Liverpool Daily Post. 7 november 2009. http://www.liverpooldailypost.co.uk/liverpool-news/regional-news/2009/11/07/review-classical-music-star-andrea-bocelli-at-liverpool-arena-92534-25114619.
4. ↑  ”Andrea Bocelli Announces November 2010 UK Arena Dates”. Arkiverad från originalet den 23 maj 2010. https://web.archive.org/web/20100523114545/http://www.allgigs.co.uk/view/article/2263/Andrea_Bocelli_Announces_November_2010_UK_Arena_Dates.html. Läst 6 maj 2011.
5. ↑  ”Andrea Bocelli: The king of Operatic pop”. Sydney Morning Herald. 28 augusti 2004. http://www.smh.com.au/articles/2004/08/27/1093518069667.html. Läst 19 januari 2008.
6. ↑  Domingo And Bocelli: Keeping Opera Relevant, National Public Radio radiointervju, 21 november 2008.